# Ribamontán al Mar
Ribamontán al Mar es un municipio asentado al este de la bahía de Santander, en la costa central de Cantabria (España), y a 32 kilómetros de Santander. Limita al este con el municipio de Bareyo y al sur con el de Ribamontán al Monte y la desembocadura del río Miera, que establece un límite natural con el municipio de Marina de Cudeyo. Cuenta con una población de 4496 habitantes y una superficie de 36,94 km², lo que hace una densidad de 121,71 hab/km² (INE 2012).
El municipio surgió a partir de la disgregación de la Junta de Ribamontán (en la Merindad de Trasmiera), que se dividió en los municipios de Ribamontán al Mar y Ribamontán al Monte. Las primeras menciones conocidas sobre la existencia de alguna de sus localidades se remontan al siglo XI.
Destacan por sus extensas playas las localidades de Loredo (donde se celebra el Derby de su mismo nombre), Langre y Somo, por lo que en las últimas décadas se han convertido en destino para muchos turistas durante la época estival. Otra playa del municipio es la playa de Galizano, de menor extensión que las anteriores. El Puntal de Somo, que en forma de lengua se adentra en la bahía de Santander, es uno de los arenales más grandes de Cantabria. Además existe una línea marítima que une las localidades de Pedreña (en el municipio de Marina de Cudeyo), Somo y Santander.
En 2012 se convirtió en el primer municipio de España y segundo de Europa declarado reserva natural del surf.

## Demografía
Ribamontán al Mar cuenta con una población de 4624 habitantes (INE 2024).
| Gráfica de evolución demográfica de Ribamontán al Mar entre 1842 y 2021                                                                                                |
| |
| Población de derecho según los censos de población del INE Población de hecho según los censos de población del INEEn este censo se denominaba Rivamontán al Mar: 1842 |

## Administración y política

### Gobierno municipal
Francisco Asón (PRC) es el actual alcalde del municipio.
| Partido político                          | 2023  | 2023  | 2023       | 2019  | 2019  | 2019       | 2015  | 2015  | 2015       | 2011  | 2011  | 2011       | 2007  | 2007  | 2007       | 2003  | 2003  | 2003       |
| Partido político                          | Votos | %     | Concejales | Votos | %     | Concejales | Votos | %     | Concejales | Votos | %     | Concejales | Votos | %     | Concejales | Votos | %     | Concejales |
| Partido Regionalista de Cantabria (PRC)   | 1207  | 44,85 | 5          | 1408  | 53,94 | 6          | 1238  | 47,13 | 6          | 1266  | 46,68 | 6          | 1272  | 50,44 | 6          | 1345  | 53,63 | 7          |
| Partido Popular (PP)                      | 1024  | 38,05 | 5          | 658   | 25,21 | 3          | 902   | 34,34 | 4          | 821   | 30,27 | 4          | 856   | 33,94 | 4          | 713   | 28,43 | 3          |
| Partido Socialista Obrero Español (PSOE)  | 384   | 14,26 | 1          | —     | —     | —          | —     | —     | —          | —     | —     | —          | 328   | 13,01 | 1          | 211   | 8,41  | 1          |
| Iniciativa Vecinal Ribamontán al Mar (IV) | —     | —     | —          | 495   | 18,96 | 2          | 330   | 12,56 | 1          | —     | —     | —          | —     | —     | —          | —     | —     | —          |
| Agrupación Independiente de Vecinos (AIV) | —     | —     | —          | —     | —     | —          | —     | —     | —          | 302   | 11,14 | 1          | —     | —     | —          | —     | —     | —          |

### Organización territorial
- Carriazo (capital)
- Castanedo
- Galizano
- Langre
- Loredo
- Somo
- Suesa